# Josh Stick
Josh Stick (13 febbraio 1980) è un ex calciatore neozelandese, di ruolo centrocampista.

## Carriera

### Club
Ha sempre giocato nel campionato neozelandese.

### Nazionale
Ha debuttato con la maglia della Nazionale nel 2000.